# Neuer jüdischer Friedhof (Delme)

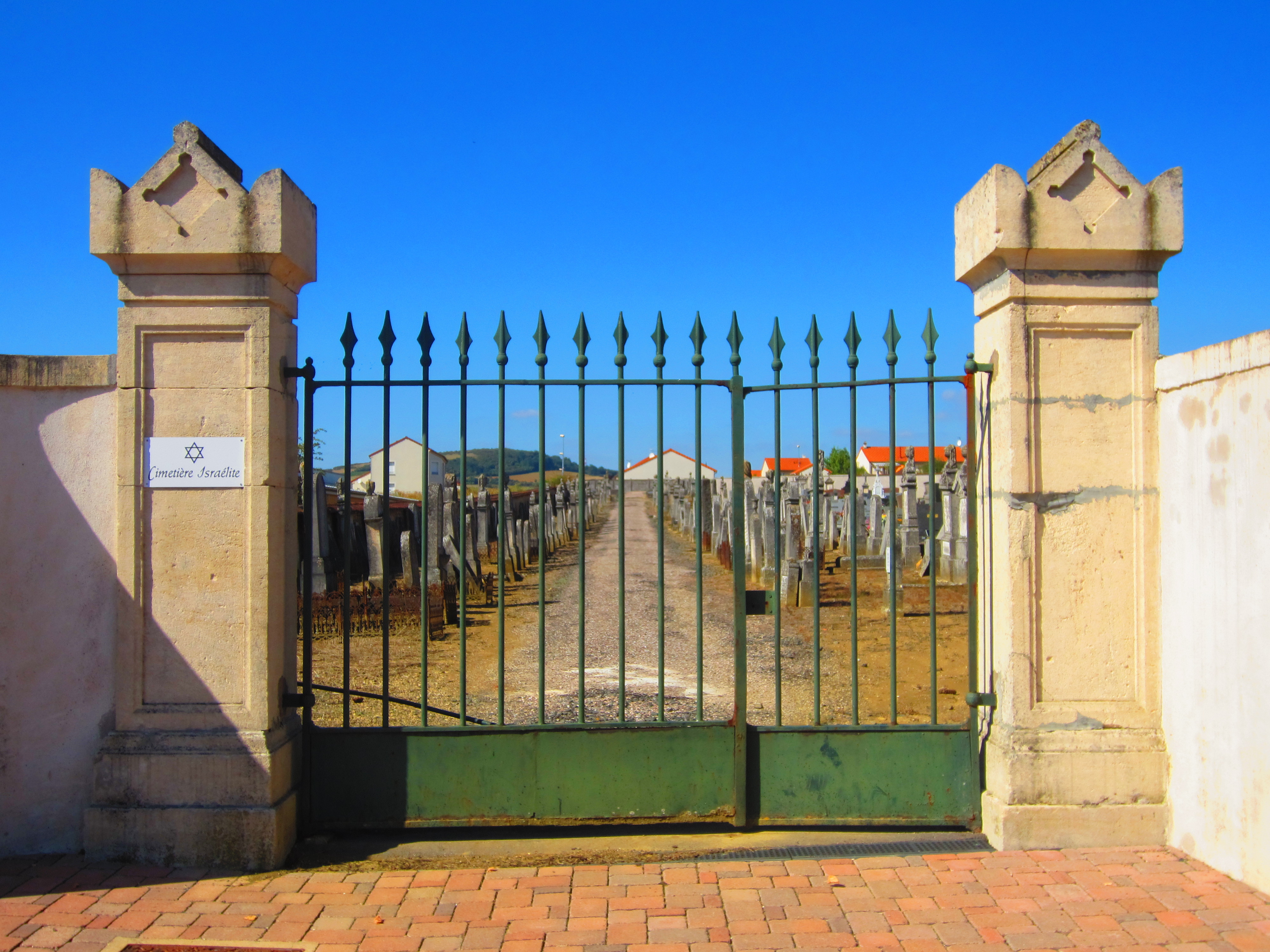
Eingang zum neuen jüdischen Friedhof in Delme

Der Neue jüdische Friedhof in Delme, einer französischen Gemeinde im Département Moselle in der historischen Region Lothringen, wurde 1861 angelegt. 
Der jüdische Friedhof befindet sich in der Rue Clemenceau. Auf dem Friedhof sind noch zahlreiche Grabsteine (Mazevot) erhalten.